# Schlacht am Blood River
In der Schlacht am Blood River (deutsch: „Blutfluss“; afrikaans: Slag van Bloedrivier, isiZulu: iMpi yaseNcome) errangen burische Voortrekker unter Andries Pretorius am 16. Dezember 1838 einen entscheidenden Sieg über die Streitmacht der Zulu unter deren Heerführern Ndlela kaSompisi († 1840) und Dambuza († 1840).

## Ausgangslage
Der Annexion des Kaplandes durch Großbritannien (1806) folgten eine Reihe von Neuerungen, wie die Einführung des britischen Rechts, das unter anderem auch die Gleichstellung von Weißen und freien Nicht-Weißen vorsah, sowie 1833 die Abschaffung der Sklaverei. Besonders schmerzhaft für die burische Bevölkerung war die Abschaffung der niederländischen Amtssprache sowie der Möglichkeit, vor Gericht niederländisch bzw. Afrikaans zu sprechen – diese aggressive Assimiliations- und Unterdrückungspolitik des englischen Frühimperialismus wird von der modernen Geschichtsschreibung als entscheidendes Moment für den Großen Treck, die Massenauswanderung der Buren aus der Kapregion, bewertet. Die mehrheitlich konservativ gesinnten und als Farmer lebenden Buren betrachteten diese rechtlichen Neuerungen nicht nur als Bedrohung ihrer althergebrachten Lebensweise, sondern fürchteten auch um ihre Existenzgrundlage. 1835 setzte daher eine Auswanderungsbewegung ein, deren Ziel es war, sich dem Einflussbereich der Briten und des britischen Rechts zu entziehen. Insgesamt machten sich in den folgenden Jahren rund 6.000 Buren, die sogenannten Voortrekker, auf den Weg in Richtung Norden, um noch freies Land zu erreichen und dort ihre gewohnte Lebensweise fortzusetzen.
Im Zuge dieser als Großer Treck bezeichneten Auswanderungsbewegung kam es immer wieder zu Zusammenstößen mit den einige Jahre zuvor eingewanderten Zulu. Einer der ersten Machthaber, auf den die Voortrekker stießen und den sie schließlich besiegten, war Mzilikazi, der König der Matabele und Rivale des Zulukönigs Dingane. Obwohl Dingane die Weißen anfangs unterstützt hatte, war er über ihren Sieg über seinen Rivalen nicht glücklich, da er sie insgeheim genauso als Gefahr für sein Volk betrachtete. Im Februar 1838 entschied er sich daher zu einem „Präventivschlag“ gegen die weißen Eindringlinge, die er in ihren Camps und sonstigen Aufenthaltsorten angreifen und töten ließ. Mehr als 500 Voortrekker und ihre afrikanischen Helfer sind diesen Angriffen zum Opfer gefallen, darunter auch Pieter Retief und seine Begleiter in der Zuluhauptstadt uMgungundlovu, als sie dort einen Vertrag mit dem König aushandeln wollten. Nachdem die Buren in Natal ihren Schock überwunden hatten, rüsteten sie eine Strafexpedition aus, die von Andries Pretorius angeführt wurde, der erst im November 1838 zu ihnen gestoßen war. Zum Generalkommandanten gewählt, führte er 472 Mann nebst 120 einberufenen Schwarzen aus Port Natal und über 300 Reitknechte und schwarze Wagenfahrer mit 64 Planwagen in Richtung uMgungundlovu in der heutigen Provinz KwaZulu-Natal. Es gelang Pretorius, die Zulu am 16. Dezember 1838 zum Angriff auf sein gut befestigtes und günstig im Gelände platziertes Laager (die aus Planwagen bestehende Wagenburg) zu provozieren und sie in der anschließenden Schlacht vernichtend zu schlagen.

## Schlachtverlauf

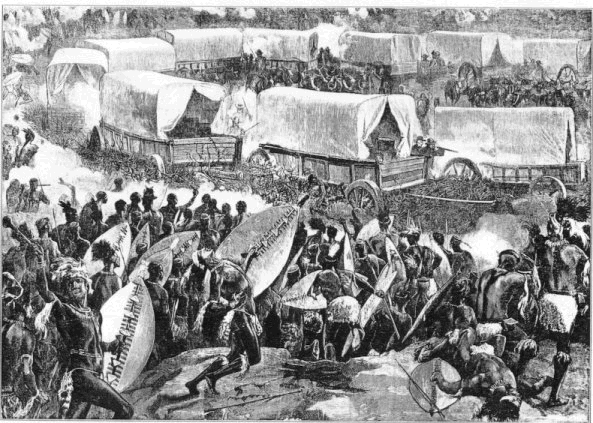
Zulukrieger attackieren das burische Laager; Darstellung aus dem 19. Jahrhundert

Am Fluss Ncome, der nach der Schlacht den Namen Bloedrivier erhalten sollte, traf die von Dambuza und Ndlela kaSompisi angeführte Zulustreitmacht, die auf 10.000 bis 20.000 Krieger geschätzt wurde, auf die in ihrem Laager verschanzten Buren. Die Regimenter (amabutho) der Zulu griffen die Wagenburg wiederholt an, wurden aber durch das konzentrierte Feuer der Buren immer wieder zurückgeschlagen und mussten den Kampf schließlich abbrechen. Keinem einzigen Zulu war es gelungen, in die Wagenburg einzudringen. Die Voortrekker hatten als Folge der Schlacht nur drei Verwundete zu beklagen, unter ihnen Pretorius selbst. Im Gegensatz dazu hatten die Zulu verheerende Verluste erlitten. Die Zahl ihrer Toten wurde von den Buren mit rund 3.000 angegeben.
Entscheidend für den burischen Sieg war auch die Strategie, nur die besten Schützen quasi an vorderster Front zu platzieren, die im Umgang mit den Feuerwaffen weniger Geübten und die übrigen Helfer jedoch mit dem Nachladen der Gewehre und Pistolen zu beauftragen. Auf diese Weise standen jedem Schützen immer genügend geladene Waffen zur Verfügung, sodass ein beständiges Feuer auf die angreifenden Zulu unterhalten werden konnte. Die Schilde der Zulu wurden von den Gewehrkugeln mit Leichtigkeit durchschlagen und überdies konnten diese aufgrund der relativ geringen Angriffsfläche, welche die durch das Gelände zusätzlich geschützte burische Wagenburg bot, auch ihre Überzahl nicht zur Geltung bringen.

## Folgen
Vier Tage später erreichten Pretorius und seine Männer den königlichen Kraal uMgungundlovu, der aber inzwischen von Dingane aufgegeben und dem Erdboden gleichgemacht worden war. Auf einem Hügel (kwaMatiwane) nahe dem Kraal fanden sie die sterblichen Überreste Pieter Retiefs und seiner Begleiter vor, die sie in einem Massengrab beisetzten.
Pretorius’ Sieg machte die weitere Kolonisierung Natals und die Gründung der Burenrepublik Natalia möglich. Die Zulu wurden erheblich geschwächt, Dinganes Macht schwand, und der Niedergang des mächtigsten Volksstammes im südlichen Afrika setzte ein.

## Rezeption
Der 16. Dezember wird in Südafrika als Feiertag begangen. Aufgrund eines Gelübdes, das Pretorius und die Voortrekker am 9. Dezember abgegeben und bis zum Tag des Sieges in der Schlacht täglich erneuert hatten, wurde er bis 1994 als Geloftedag/Day of the Vow („Tag des Gelübdes“) – seither als Day of Reconciliation („Versöhnungstag“) – bezeichnet.